# Hagana
Hagana (hebrejsky: ההגנה, tj. doslova „obrana“) byla podzemní židovská vojenská organizace, která působila na území Palestiny v době britského mandátu během let 1920–1948. Jedním z jejích hlavních úkolů bylo ochraňovat jišuv (židovské obyvatelstvo na území Palestiny). Tato organizace, založená v roce 1920, byla Brity považována za ilegální.

## Původ
Předchůdcem Hagany byl ha-Šomer (Spolek hlídačů) založený v roce 1909. Jednalo se o malou skupinku židovských imigrantů, kteří za roční poplatek hlídali osady. Tato skupinka měla do 100 členů.
Představitelé jišuvu založili Haganu, aby chránila židovské zemědělské osady, protože se po arabských nepokojích v letech 1920 a 1921 domnívalo, že Britové, kteří získali od Společnosti národů mandát v Palestině, nemají ambici vojensky konfrontovat Araby, kteří v té době útočili na palestinské Židy. V roce 1921 se konal první kurz pro velitele Hagany pořádaný v Tel Avivu a v Kfar Gil'adi. V období mezi lety 1920-1929 Hagana postrádala silné centrální vedení. „Jednotky“ Hagany byly velmi početně omezené a slabě vyzbrojené. Skládaly se převážně z židovských farmářů, kteří začali bránit své farmy a kibucy. Role Hagany se dramaticky změnila po arabských nepokojích v roce 1929, zejména po masakru ve městě Hebron, jenž byl jejich součástí a který vedl k etnickým čistkám a k vystěhování všech Židů z Hebronu. Stala se pak rozsáhlou organizací zahrnující téměř veškerou mládež a dospělé z židovských osad, stejně jako tisíce obyvatel měst. Také získala cizí zbraně a začala rozvíjet dílny na výrobu ručních granátů a jednoduchého vojenského vybavení. Z netrénovaných milicí se tak stala zárodečná armáda.
V roce 1936 bylo v řadách Hagany na 10 000 mobilizovaných mužů a téměř 40 000 rezervistů. Během let 1936–1939, kdy propuklo arabské povstání v Palestině, se Hagana aktivně zapojila do ochrany britských zájmů a potlačení arabské revolty. Do velení Hagany se tehdy zapojil Jicchak Sade, který prosazoval ofenzivní taktiku spočívající v odvetných výpadech proti arabským ozbrojencům. První takový protiúder podnikla pod jeho velením Hagana v červnu 1936, kdy speciální jednotka ha-Nodedet zasáhla v Judských horách v okolí Jeruzalému. K financování rozvoje židovských vojenských sil na sebe židovská komunita v mandátní Palestině roku 1938 uvalila daň kofer ha-jišuv. Její zavedení inicioval zejména sionistický funkcionář Aharon Cizling.
Přestože britské úřady oficiálně Haganu neuznávaly, britské tajné služby s Haganou spolupracovaly. V rámci spolupráce s Brity tak vznikla Židovská osadnická policie (Jewish Settlement Police), Židovská pomocná policie (Jewish Auxiliary Police) a Speciální noční oddíly (Special Night Squads). Zkušenosti z bitev získané během velkého povstání byly velice užitečné v roce 1948 v arabsko-izraelské válce (válka o nezávislost).
V roce 1931 se z Hagany odklonilo nejpravicovější křídlo a utvořilo Irgun Tsva'i-Leumi (Národní vojenskou organizaci), lépe známou jako Irgun (nebo jako její hebrejskou zkratku, vyslovovanou jako „ha-Ecel“). Toto křídlo bylo nespokojeno s politikou zdrženlivosti v okamžiku, kdy byli konfrontováni s britským i arabským tlakem. Irgun se rozštěpil v roce 1940 a jeho odnož začala být známá jako Lechi (hebrejská zkratka – Lochamej cherut Jisra'el – známou jako Svobodní bojovníci Izraele – a také díky Britům známou jako „Sternův gang“, pojmenovaný po jejich vůdci Avrahamu Sternovi).
Britové od roku 1939 značně omezovali imigraci Židů do Palestiny. Jako reakci založila Hagana jednotky Palmach (Úderné síly Hagany – Haganah's strike force), které také organizovaly ilegální imigraci Židů do Palestiny. V uplynulé dekádě druhé imigrační vlny (Ha'apala neboli Alija Bet) bylo do Palestiny přivedeno přibližně 100 000 Židů na více než stovce lodí. Palmach také organizoval demonstrace proti britským imigračním kvótám.
Hagana spolupracovala v roce 1944 po atentátu na lorda Moynea (britského ministra pro Blízký východ) na chycení, vyslýchání a v některých případech i na deportaci zainteresovaných členů skupiny Lechi. Tato akce, nazvaná Saison (období lovu) vážně demoralizovala Irgun a omezila jeho aktivity.
Přestože Saison pozastavil Irgun, neukončil spolupráci mezi Haganou a Sternovou skupinou. Tyto tři skupiny měly odlišné funkce, které sloužily k odsunu Britů z Palestiny a k učinění Palestiny židovským státem. Jak Menachem Begin, velitel Irgunu prohlásil v roce 1944: „Ve skutečnosti existuje rozdělení rolí; jedna organizace hájí individuální terorismus (Lechi), jiná vede sporadické vojenské operace (Irgun) a existuje třetí organizace, která se připravuje na svou konečnou roli v rozhodující válce.“[zdroj?]

## Účast ve druhé světové válce
Přestože sionistické vedení v Palestině rozzlobilo vydání britské Bílé knihy z roku 1939, David Ben Gurion, předseda Židovské agentury určil postup vztahů sionistů s Brity následovně:„Budeme bojovat ve válce proti Hitlerovi, jako kdyby nebylo Bílé knihy a budeme bojovat proti Bílé knize, jako by nebylo žádné války.“ Irgun však zaujal daleko extrémnější postoj, který začal v roce 1944 bombardováním britských zařízení.
V prvních letech 2. světové války požádali Britové Haganu opět o spolupráci, obávajíce se průlomu Osy v severní Africe. Jicchak Sade se v této době podílel na přípravě plánů na případnou obranu severní Palestiny před očekávaným nacistickým útokem. Poté, co byl ale Rommel v roce 1942 poražen u El Alameinu, Britové ustoupili od své mohutné podpory Haganě. Britská armáda oznámila v roce 1943 po dlouhé sérii požadavků a zamítavých reakcí vznik židovské brigádní skupiny (Jewish Brigade Group). Jakmile bylo od roku 1940 palestinským židům dovoleno vstoupit do britské armády, bylo to poprvé, kdy výlučně židovská vojenská jednotka sloužila ve válce pod židovskou vlajkou. Židovská brigádní skupina sestávala z 5 000 vojáků a byla rozmístěna v září 1944 v Itálii. Brigáda byla rozpuštěna v roce 1946.
Celkově sloužilo v britské armádě během války více než 30 000 palestinských židů.
19. května 1941 vytvořila Hagana Palmach (zkratka pro Plugot Machac), polovojenskou sekci, která se zaměřovala na poskytování výcviku mladým. Nikdy však nebyla velká. V roce 1947 čítala pouze 5 batalionů (zhruba 2000 mužů), ale jejich členové nezískali pouze tělesné a základní vojenské dovednosti, ale také si osvojili vůdcovské schopnosti, které jim jednou budou umožňovat nastoupit na velitelské pozice v budoucí izraelské armádě.

## Po válce
Po válce se Hagana zapojila do vzpoury proti Britům. Pokračovali v protibritských operacích v Palestině, stejně tak jako v osvobozování internovaných imigrantů z tábora Atlit, bombardování silniční sítě, sabotáží radarových zařízení a základen britské policie. Také pokračovala v organizování ilegální imigrace.
Dne 28. května 1948, méně než dva týdny po založení státu Izrael 14. května 1948, prozatímní vláda vytvořila Izraelské obranné síly (Israel Defence Forces), které se staly následovníkem Hagany. To také postavilo mimo zákon podporu jakýchkoliv jiných ozbrojených sil. Irgun zpochybnil rozhodnutí, které vedlo ke krátkému střetu mezi Haganou a Irgunem. Nakonec Irgun složil zbraně a Menachem Begin přeměnil své milice na politickou stranu – Cherut.
Mezi známé členy Hagany patří: Jicchak Rabin, Ariel Šaron, Rechav'am Ze'evi, Dov Hoz, Moše Dajan, a Dr. Ruth Westheimer.

## Hagana a Československo

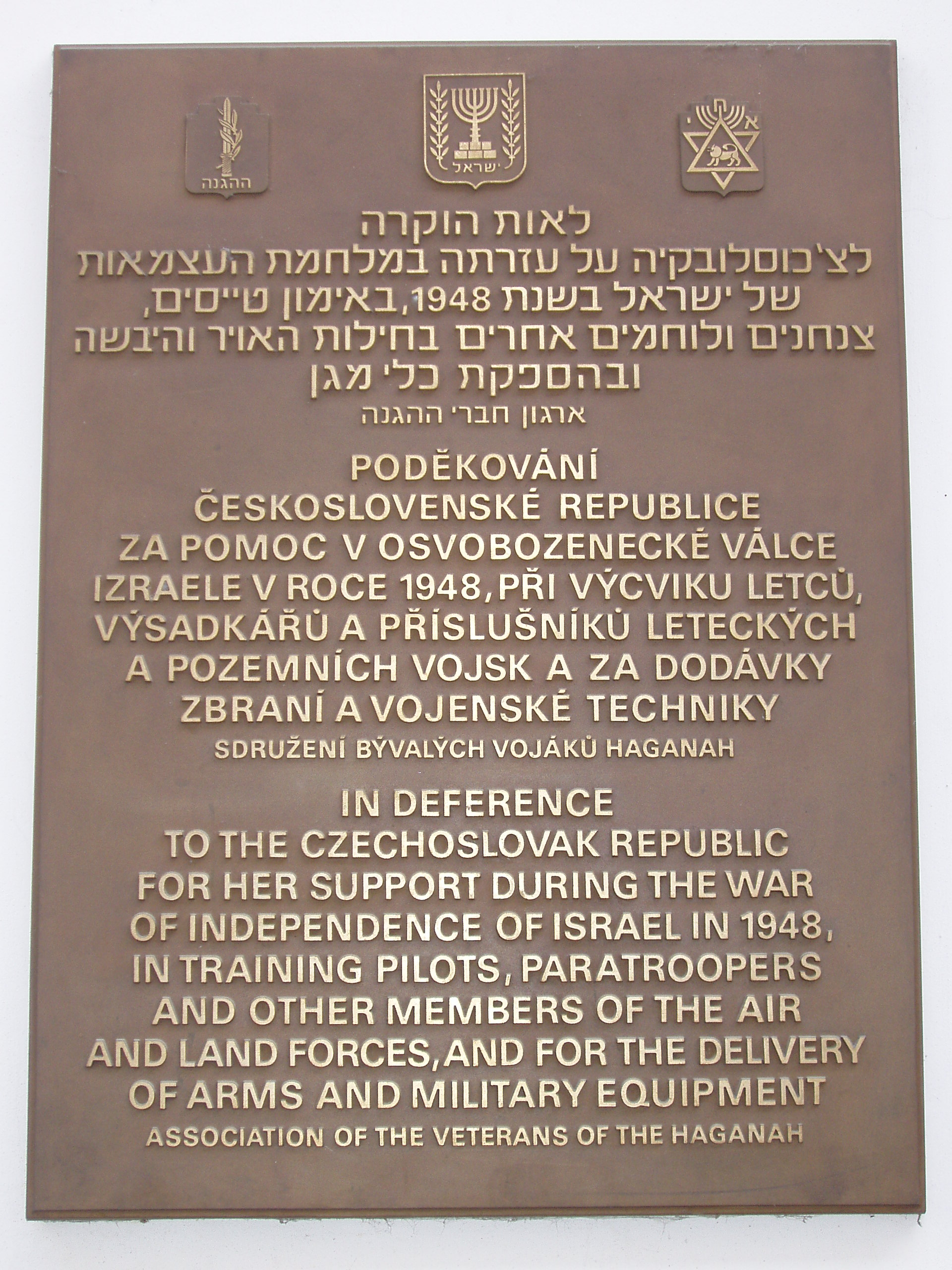
Poděkování sdružení bývalých vojáků Hagany Československu v Praze

Československo mělo již v předválečné době velmi dobré vztahy se sionistickým hnutím. Hrůzy holocaustu tyto vztahy ještě umocnily. Velice důležitá byla vojenská pomoc, kterou Československo Haganě poskytlo. Jeho významnost připomíná historik a profesor Nálevka z Filozofické fakulty UK:
„Není nadsazené tvrdit, že bez této pomoci by tento arabsko-izraelský konflikt dopadl jinak. Faktem je, že představitel Hagany (tajná vojenská organizace, zárodek izraelské armády) podepsal kontrakt o nákupu zbraní, většinou se jednalo o německý kořistní materiál, ještě před únorem 1948, v roce 1947. Ale v té podpoře pokračovala i komunistická vláda po únoru 1948, což bylo dáno celkovou orientací tehdy formujícího se sovětského mocenského tábora, protože Moskva předpokládala, že budoucí Izrael může být prodlouženým nástrojem sovětské politiky ve Středomoří jednak proti Velké Británii i proti tehdy konzervativně orientovaným arabským vládám.“
V květnu a červnu 1948, kdy probíhala velká krize izraelského státu, měla československá pomoc stejnou podobu, jaká byla v téže době použita při berlínské blokádě. Blíže ji popisuje profesor Nálevka:
„Byl organizován letecký most Žatec-Bari-Haifa, kterým byly ony československé zbraně dopravovány. Na žatecké letiště přistávaly americké Dakoty, samozřejmě pilotované najatými dobrovolníky a často pod vymyšlenými znaky středoamerických států, ale faktem je, že tento most do značné míry předurčil charakter další letní ofenzivy izraelské armády, která zvrátila doposud negativní vývoj.“